# Бининген (Ајфел)
Бининген (њем. Binningen) општина је у њемачкој савезној држави Рајна-Палатинат. Једно је од 92 општинска средишта округа Кохем-Цел. Према процјени из 2010. у општини је живјело 690 становника. Посједује регионалну шифру (AGS) 7135009.

## Географски и демографски подаци
Бининген се налази у савезној држави Рајна-Палатинат у округу Кохем-Цел. Општина се налази на надморској висини од 300 метара. Површина општине износи 6,7 km².

## Становништво
У самом мјесту је, према процјени из 2010. године, живјело 690 становника. Просјечна густина становништва износи 104 становника/km².